# 江波火薬庫爆発事故
江波火薬庫爆発事故（えばかやくこばくはつじこ）は、1959年（昭和34年）6月8日に広島県広島市江波地区にあった民間の火薬庫が爆発し、117人が負傷した火災。

## 火災概要
爆発があったのは、広島湾に近接する、江波皿山にあった火薬商が所有する火薬庫である。
爆発したのは
- ダイナマイト 810kg
- カーリット 20.3kg
- 工業用雷管 1万257個
- 導火線

で、この爆発により117人が負傷した他、近くの民家が多数損傷した。
この事故で、人家の密集する地域での危険物の保管が改めて問題となった。

### 原因
原因は分かっていないが、火薬の安定度が低下したことによる自然発火とは考えにくく、何らかの人為的な要因があったのではないかとされる。